# Wola (zajezdnia tramwajowa)
Zajezdnia tramwajowa „Wola“, właśc. Zakład Realizacji Przewozów Wola − R-1 – zajezdnia tramwajowa znajdująca się przy ul. Młynarskiej 2 w Warszawie. 

## Historia
Powstała w 1903 roku, pierwotnie na potrzeby rozwijającej się sieci tramwajów konnych. W 1905 roku rozpoczęto budowę obiektów na potrzeby tramwajów elektrycznych. Pierwszy tramwaj elektryczny wyjechał z zajezdni na jadę próbną 7 lutego 1908 roku. Regularną komunikację tramwajową uruchomiono 26 marca 1908 roku.
Przedsiębiorstwo ucierpiało podczas obrony Warszawy we wrześniu 1939. W 1942 podczas sowieckich nalotów na Warszawę zniszczeniu uległy warsztaty tramwajowe, co uniemożliwiło naprawy wozów. W czasie powstania warszawskiego zajezdnia została zajęta przez powstańców, stając się na kilka dni ważnym ośrodkiem oporu. 5 sierpnia 1944 roku  Niemcy zdobyli, a następnie podpalili zakład. Zniszczeniu uległy budynki oraz całe wyposażenie zajezdni z większością taboru. W 1945 rozpoczęto odbudowę zajezdni. W latach 1972–1974 została ona zmodernizowana. 
Na terenie zajezdni, pod tym samym adresem, działa również Zakład Naprawy Tramwajów − T3 oraz znajduje się siedziba zarządu Tramwajów Warszawskich (z adresem ul. Siedmiogrodzka 20).
W 2018 roku na płocie kompleksu zajezdni od strony ul. Siedmiogrodzkiej i Karolkowej namalowano mural przedstawiający wizerunki historycznych i współczesnych warszawskich tramwajów.

## Galeria

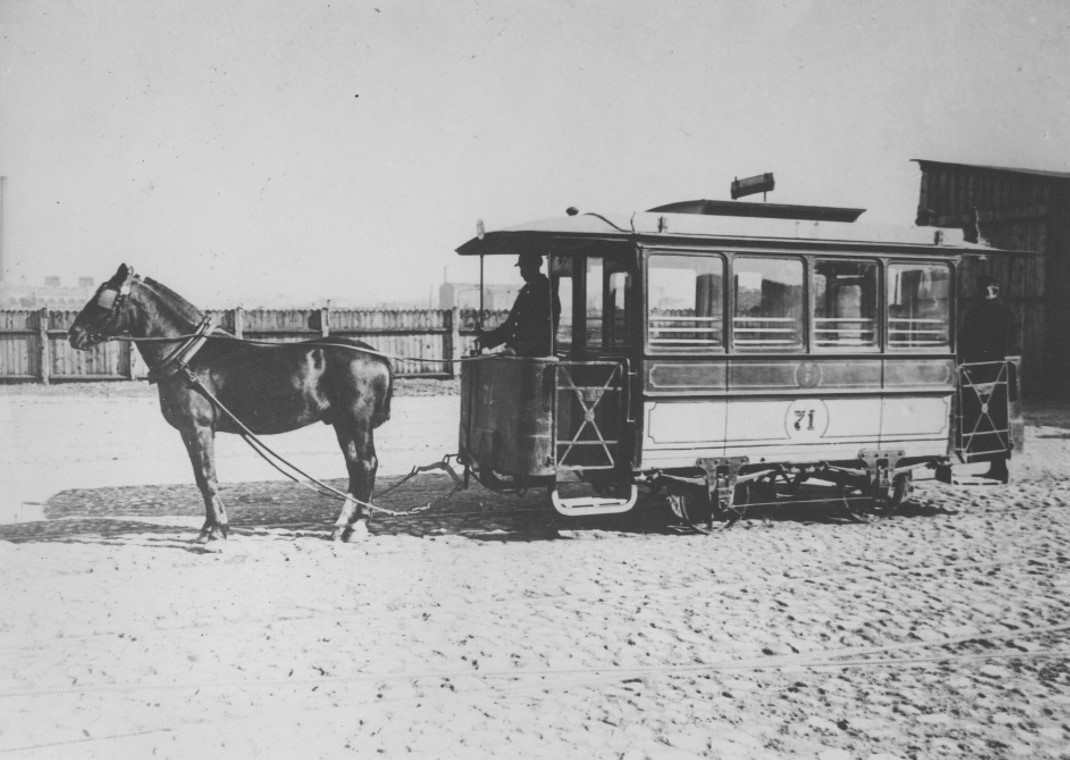
Tramwaj konny na terenie zajezdni (ok. 1906−1907)
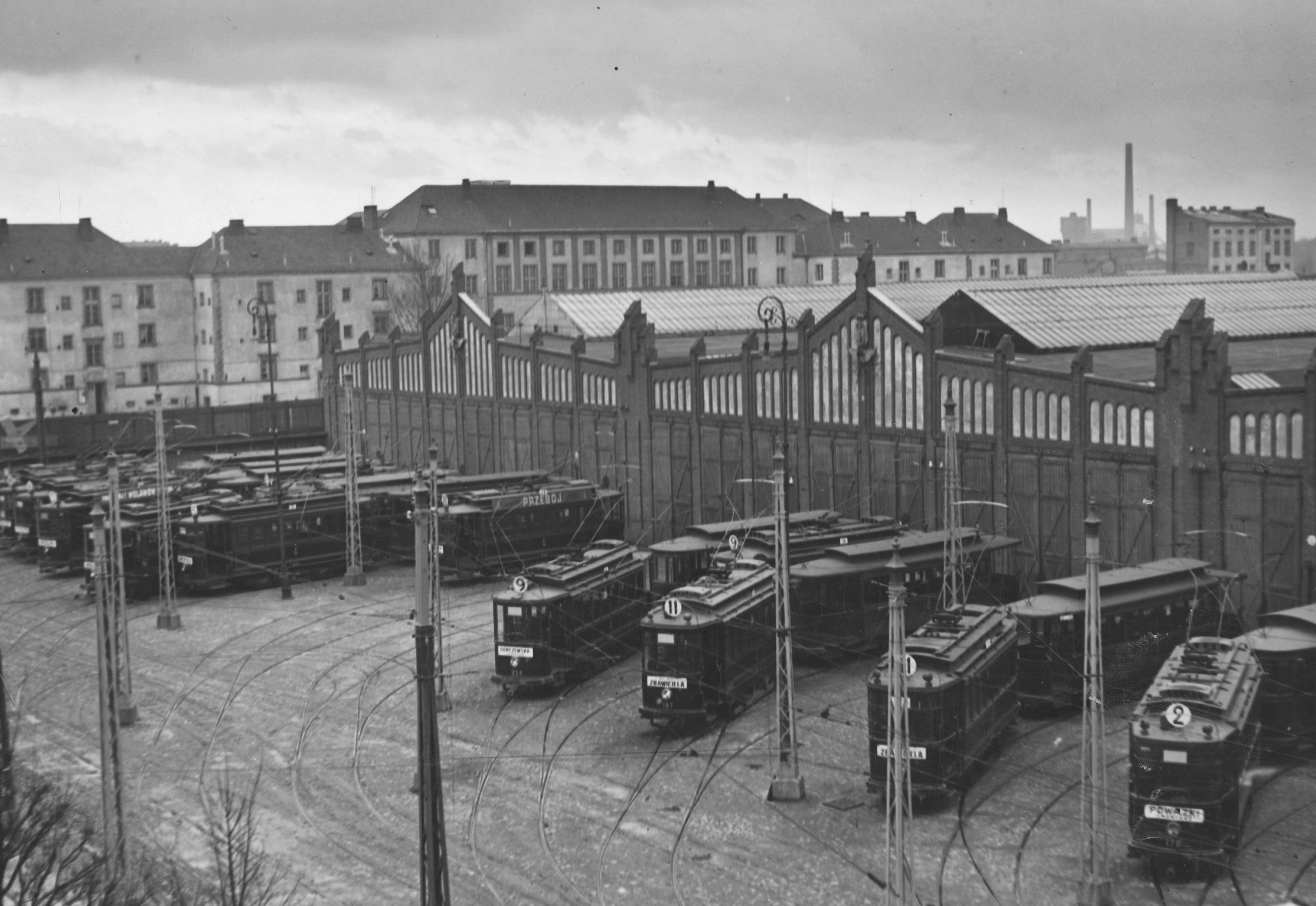
Zajezdnia (1936)
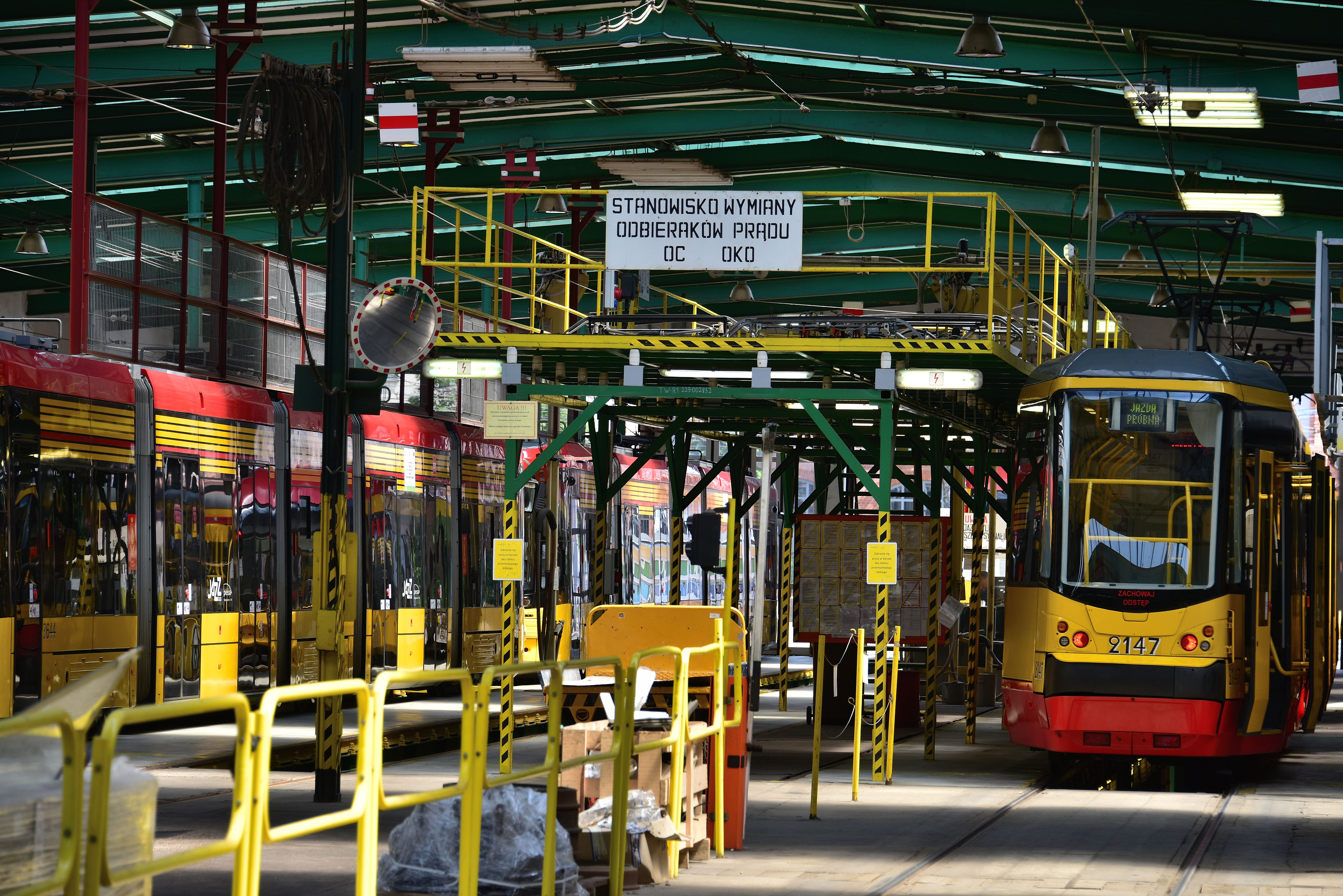
Wnętrze hali
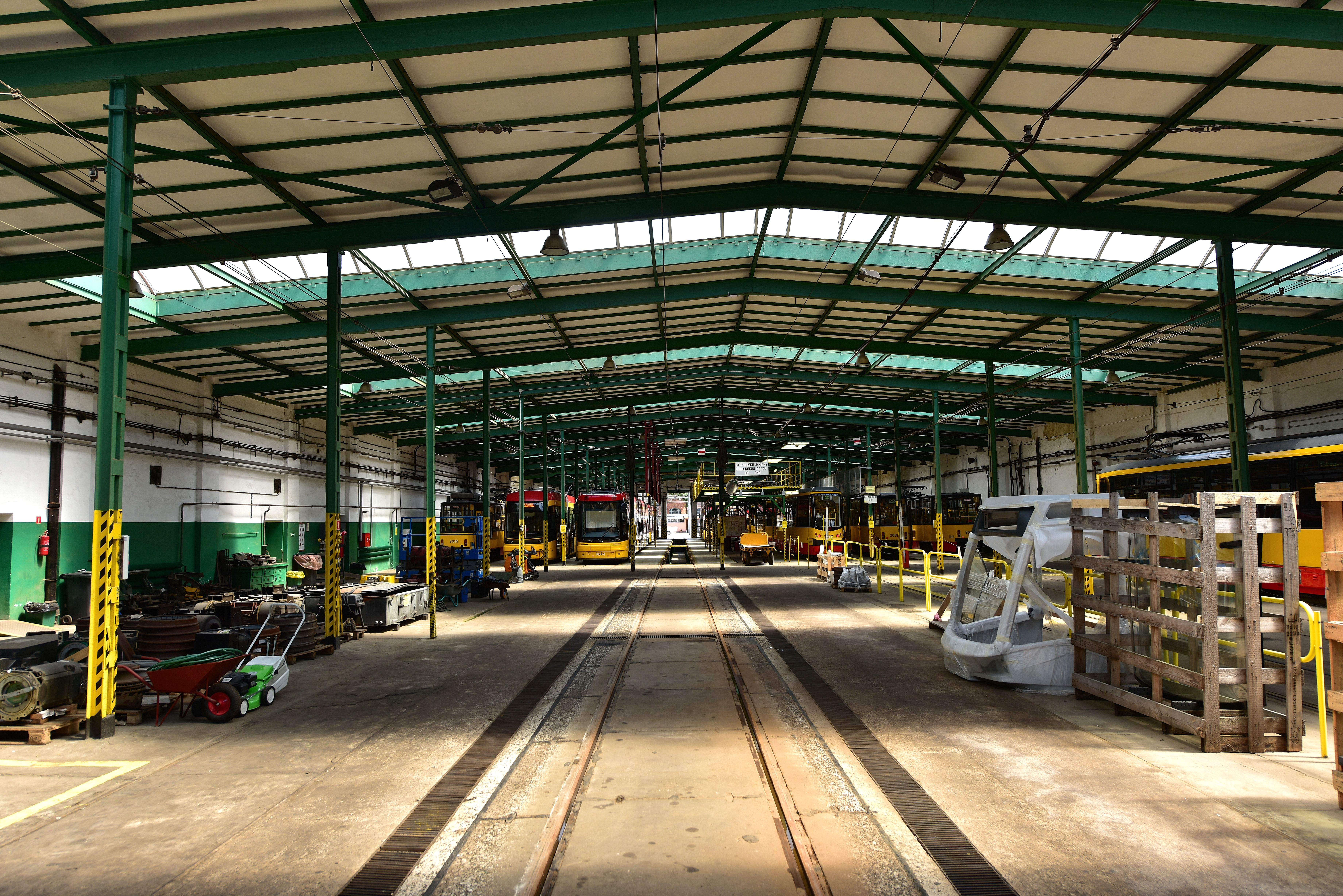
Wnętrze hali
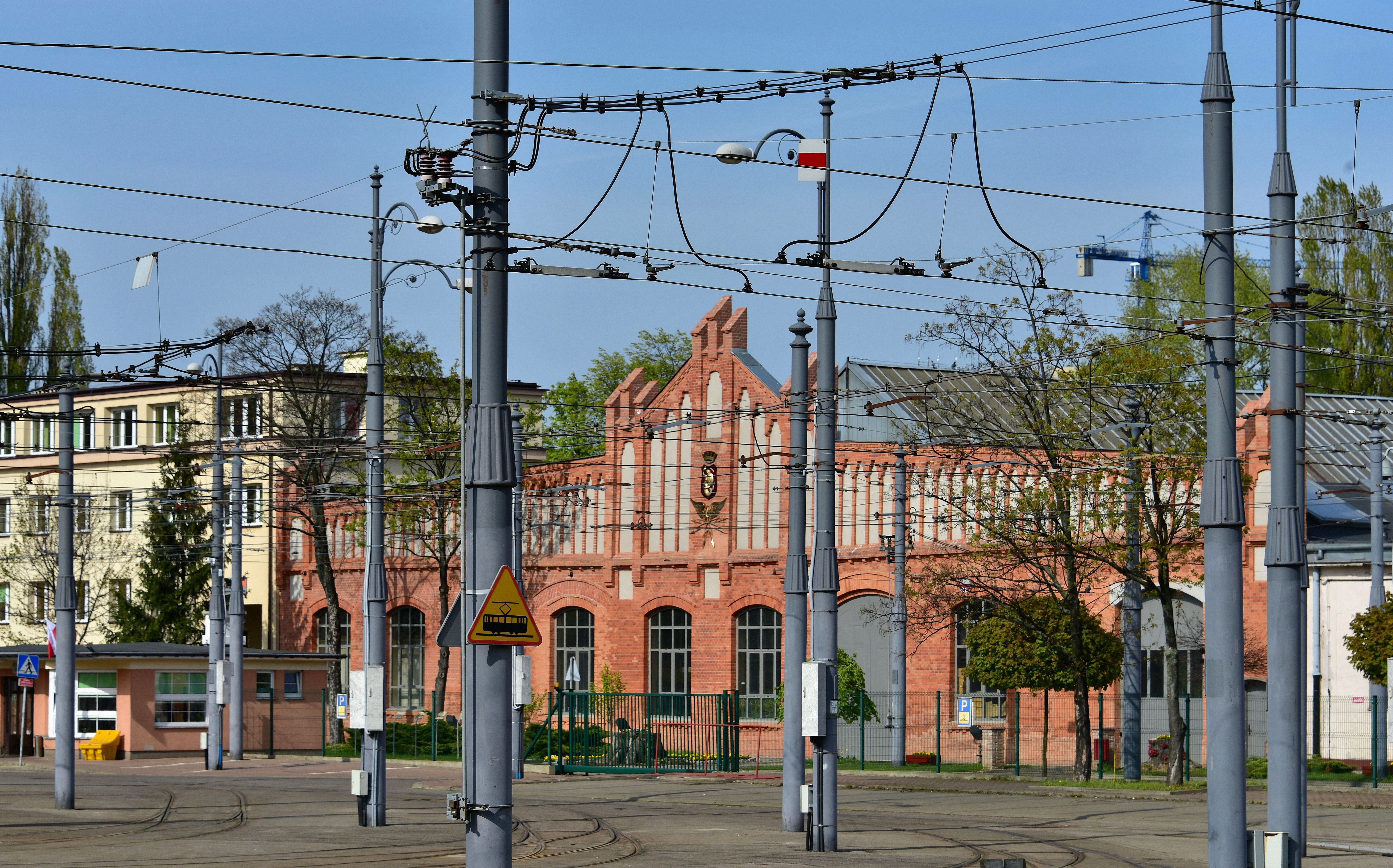
Hala warsztatowa Zakładu Naprawy Tramwajów
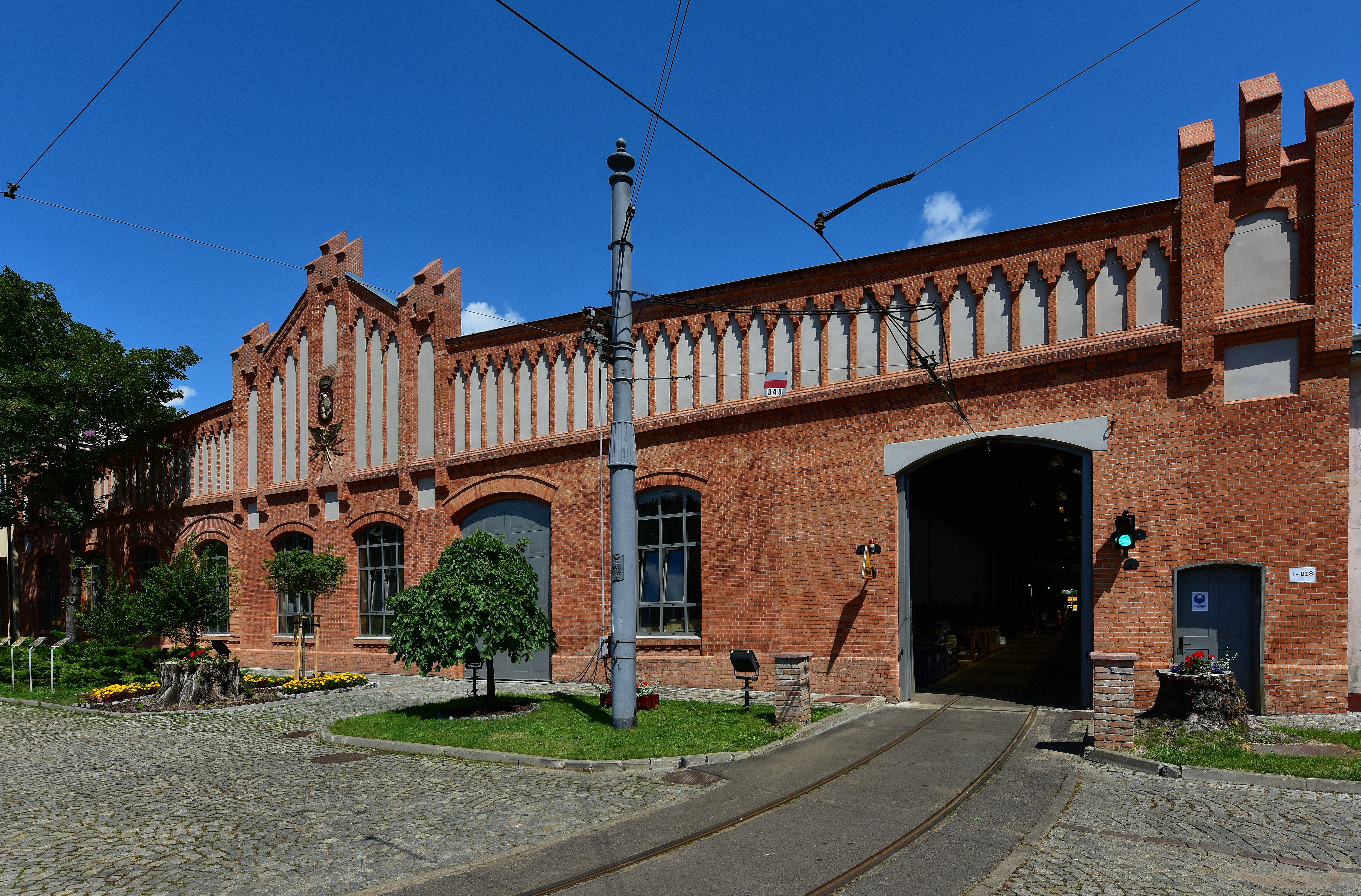
Hala warsztatowa Zakładu Naprawy Tramwajów
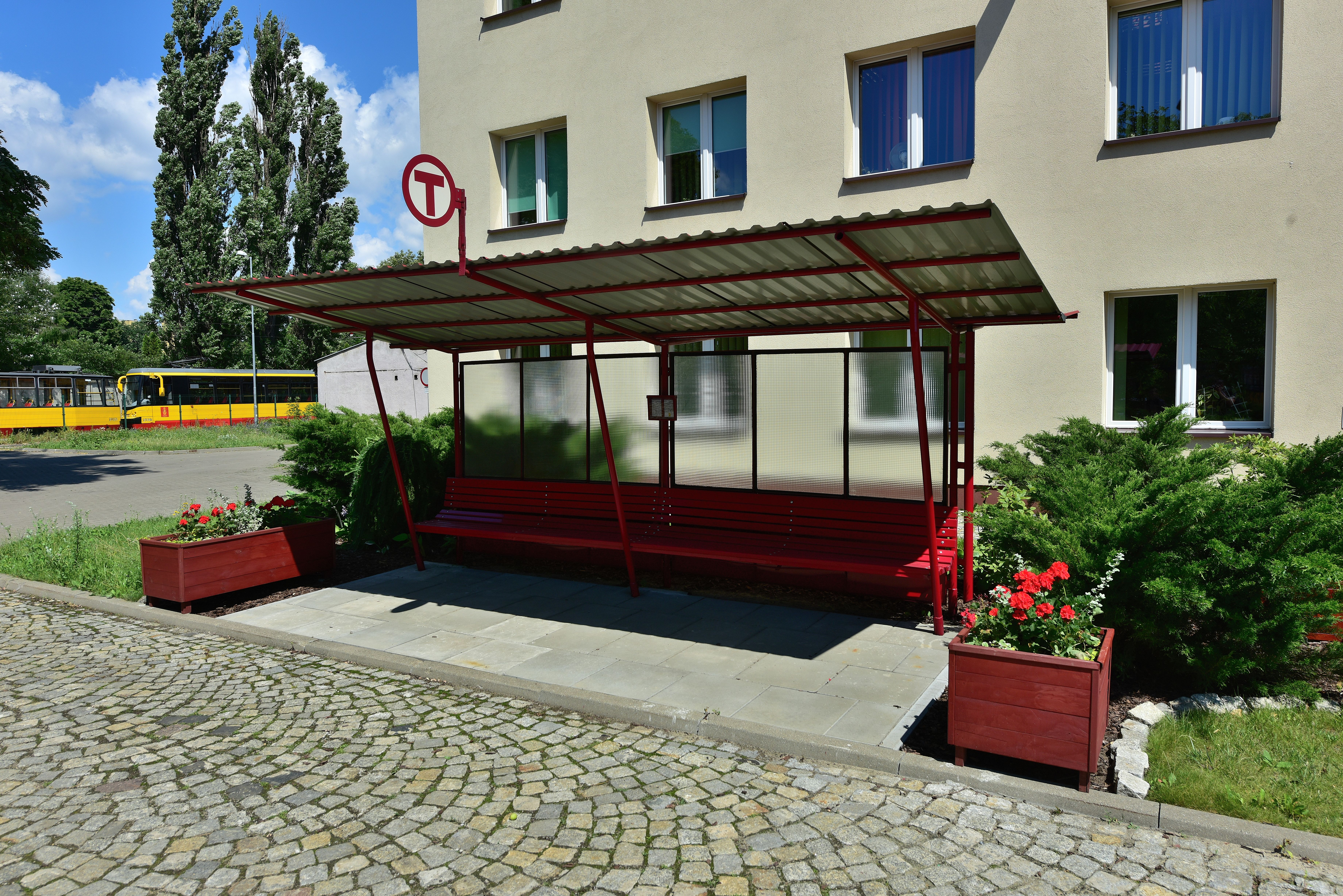
Historyczna wiata na terenie Zakładu Naprawy Tramwajów
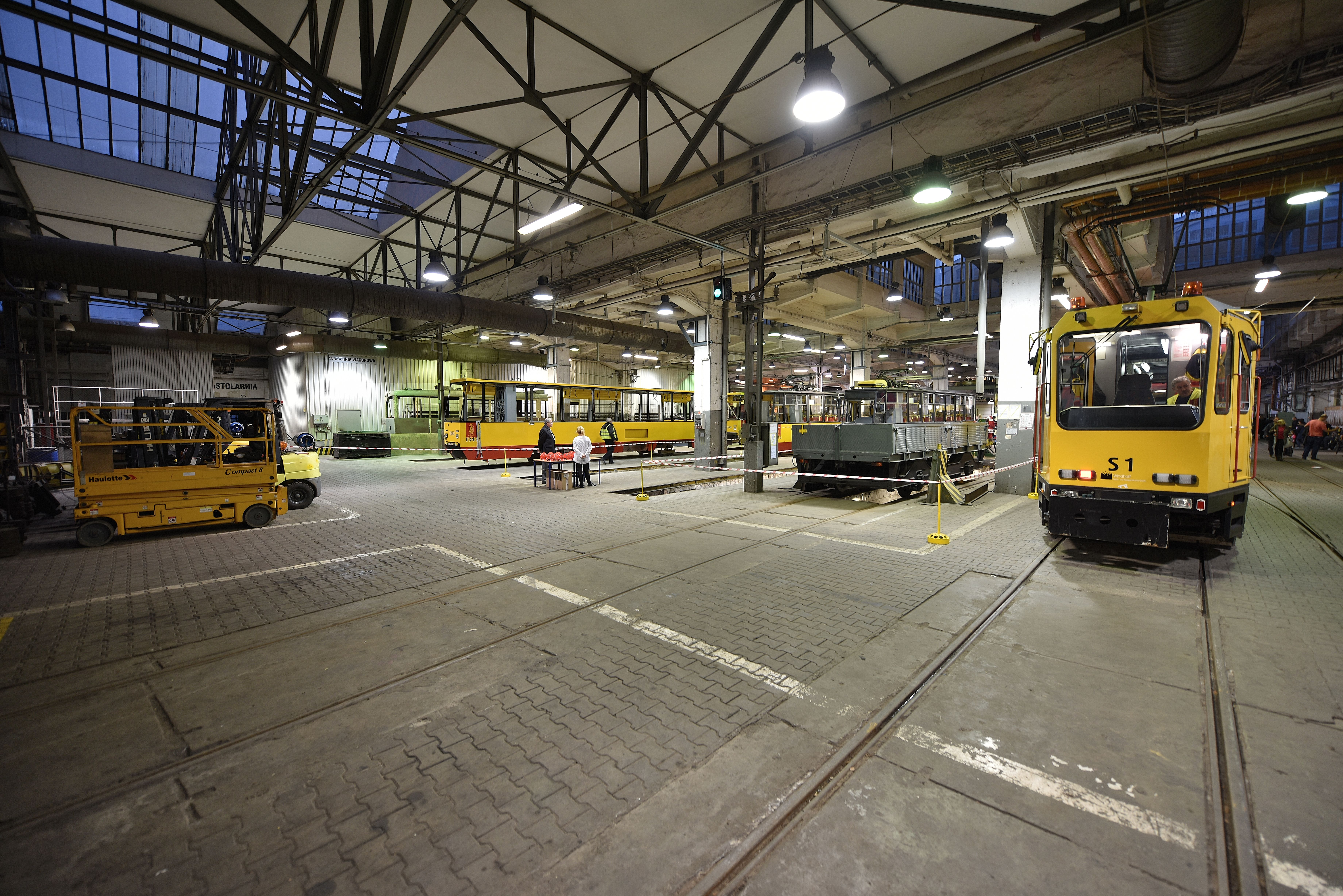
Wnętrze hali warsztatowej Zakładu Naprawy Tramwajów